# David Reekie
David Reekie  (Hackney, 1947) es un escultor inglés, que emplea el dibujo y la fundición de cristal para expresar su visión de la condición humana. Sus obras pueden encontrarse en el Museo de Victoria y Alberto en Londres y en el Museo de Arte Carnegie (en:) en Pittsburgh, así como en otras colecciones del Reino Unido.
Miembro fundador de la British Artists in Glass (artistas británicos en Cristal), actual Sociedad Contemporánea del Cristal ( Contemporary Glass Society en inglés), el trabajo de Reekie ha aparecido en innumerables publicaciones y en más de 60 exposiciones en todo el mundo.